# Pohlia ramannii
Pohlia ramannii là một loài Rêu trong họ Bryaceae. Loài này được Warnst. miêu tả khoa học đầu tiên năm 1904.